# سم منگوانا
سم منگوانا (متولد ۲۱ فوریه ۱۹۴۵)، موسیقی‌دان اهل کنگو است که از والدین آنگولیایی متولد شده‌است. او رهبر گروه‌هایش فستیوال ماکیساردز و آل استارهای آفریقایی بود. مانگوانا عضو گروه اصلی تی‌پاک جاز فرانسوا لوامبو ماکیادی و گروه‌های آفریقایی فیستا، آفریقای فیستا نشنال و آفریسا بین‌المللی تابو لی روچرو بود.